# Embusen
Nell'arte marziale del karate,  l'embusen è l'asse immaginario su cui deve essere svolto il kata. Se lo si attraversa correttamente, si ritorna nel punto esatto in cui si è iniziato il kata. Può avere svariate forme, dalla linea retta orizzontale del kata "Tekki" (Cavaliere di ferro) a quello molto complicato di "Sochin".
L'embusen rimane comunque un concetto puramente teorico, senza alcuna effettiva utilità nel combattimento reale, o sparring.
Come il kata ha quindi solo un significato puramente simbolico e spirituale, che non può essere applicato in alcun modo ad un combattimento.